# Yunzhou
Yunzhou (chinesisch 雲州區 / 云州区, Pinyin Yúnzhōu Qū) ist ein Stadtbezirk der bezirksfreien Stadt Datong im Norden der chinesischen Provinz Shanxi. Er hat eine Fläche von 1.483 Quadratkilometern und 151.087 Einwohner (Stand: Zensus 2020).

## Geographie
Yunzhou verwaltet ein Territorium mit einer Ost-West-Ausdehnung von 45 Kilometern und einer Nord-Süd-Ausdehnung von 60 Kilometern und insgesamt 1497 Quadratkilometern Fläche. Es grenzt im Süden an den Kreis Hunyuan und die kreisfreie Stadt Huairen, im Westen an die Stadtbezirke Pingcheng und Yungang, im Norden an den Stadtbezirk Xinrong und im Osten an den Kreis Yanggao. Der Bezirk umfasst vor allem ländliche Gebiete des Datong-Beckens nördlich der chinesischen Mauer und des Passes Yanmenguan. Es befindet sich auf den Verkehrswegen zwischen der eigentlichen Stadt Datong im Westen sowie der Metropolregion Peking-Tianjin im Osten.
Yunzhou hat ein gemäßigt-kontinentales Klima mit einer Jahresdurchschnittstemperatur zwischen 6,4 °C und 6,7 °C, wobei die Temperaturextrema bei -31,9 °C am 25. Januar 2000 und bei 39,9 °C am 29. Juli 2010 liegen. Der jährliche Niederschlag liegt bei durchschnittlich 387 Millimetern, mit Extrema im Jahre 1995 (567 Millimeter) und 2001 (253 Millimeter). Es gibt im Jahresmittel 79 Regentage, 34 Sturmtage, 2975 Sonnenstunden und 125 bis 148 frostfreie Tage. Trockenheit, Hagel, Stürme, Eis- und Starkregen gehören zu den meteorologischen Bedrohungen für die Landwirtschaft Yunzhous.
Das Relief von Yunzhou ist zu 55 % eben, zu 30 % hügelig und zu 15 % bergig. Yunzhou liegt im Einzugsgebiet des Flusses Hai He, die wichtigsten Gewässer, die durch Yunzhou fließen, sind der Sanggan He, der Yu He, Sha He und Fangcheng He. Es existieren 16 Stauseen mit einer Gesamtfläche von 842 Hektar. Der größte davon ist der Cetian-Stausee, mit 86 Millionen Kubikmeter Speichervolumen der zweitgrößte Stausee der Provinz Shanxi ist und die Stadt Peking jährlich mit 230 Millionen Kubikmetern Wasser versorgt.

## Bevölkerung
Im Jahre 2018 hatte Yunzhou eine Bevölkerung von 175.695 Einwohnern, wovon 49.293 Einwohner zur urbanen Bevölkerung und 126.402 Einwohner zur Landbevölkerung gezählt wurden. Die Bevölkerung bestand aus 90.747 Männern und 84.948 Frauen.

## Administrative Gliederung
Der Stadtbezirk Yunzhou entstand am 9. Februar 2018 im Rahmen einer Gebietsreform aus großen Teilen des damaligen Kreises Datong. Er besteht auf Gemeindeebene aus drei Großgemeinden, sieben Gemeinden und drei Straßenvierteln. Diese sind:
- Großgemeinden Xiping (西坪镇), Beijiazao (倍加造镇), Zhoushizhuang (周士庄镇)
- Gemeinden Jijiazhuang (吉家庄乡), Fengyu (峰峪乡), Duzhuang (杜庄乡), Dangliuzhuang (党留庄乡), Guayuan (瓜园乡), Jule (聚乐乡), Xubu (许堡乡)
- Straßenviertel Hudong (湖东办事处), Dongjie (东街办事处), Xijie (西街办事处)[7]

## Wirtschaft
Yunzhou verfügt über 43.000 Hektar Ackerland, wovon 8000 Hektar bewässert werden und knapp 200 Hektar sich für den Anbau von Gemüse eignen. Etwa 56.000 Hektar sind bewaldet, etwa 24.000 Hektar eignen sich als Weideland.
Zu den Spezialitäten der Landwirtschaft Yunzhous gehört der Anbau von Hemerocallis citrina, das in Nordchina als Gemüse unter dem Namen Gelbe Blume (黄花) oder Goldene Nadel (金针菜) gegessen wird. Der Anbau dieses relativ hochwertigen Gemüses wird gefördert, um Armut unter den Bauern Yunzhous stärker bekämpfen zu können. Darüber hinaus gehören eine spezielle Sorte grüner Bohnen und Aprikosen zu den gewinnträchtigsten landwirtschaftlichen Erzeugnissen Yunzhous.
Yunzhou verfügt über Vorkommen an Kohle, Basalt, Vulkanit, Kalkstein, Granit, Quarz, Feldspat, Mineralwasser, Sand und Eisenerz. Die wichtigsten Industriezweige sind die Herstellung von Aktivkohle und Zement.

## Kultur
Zu den bedeutendsten Sehenswürdigkeiten Yunzhous zählen die Datong-Vulkangruppe, der Wüstenpark von Xiping, die Feuchtgebiete am Fluss Sanggan He, der Haotian-Tempel, das Wohnhaus der Lü-Clans, die alte Wohnstätte von Li Dianlin und die Stätte der Schlacht von Baideng.